# 埃爾塔良區
埃爾塔良區（西班牙語：Distrito de El Tallán），是秘魯的一個區，位於該國西北部皮烏拉大區的皮烏拉省，始建於1965年2月19日，面積116.52平方公里，海拔高度23米，2005年人口4,934，人口密度每平方公里42人。